# Nisha Ayub
Nisha Ayub (née le 5 avril 1979) est une militante malaisienne pour les droits des personnes trans.

## Biographie
Elle naît à Malacca. Très tôt, elle manifeste une préférence pour des jeux et vêtements réputés féminins, tendance qui est combattue par sa famille. Elle indique avoir réalisé n'être pas un vrai garçon à l'âge de 9 ans.  
Transgenre à l'âge adulte, elle devient travailleuse du sexe, à la fois pour subvenir à ses besoins et ceux de sa famille, et pour se sentir acceptée. En 2000, la police religieuse l'arrête parce qu'elle est vêtue comme une femme, et un tribunal de la charia la condamne à trois mois de prison pour qu'elle devienne « un vrai homme musulman ». En prison, elle est victime de harcèlement et d'agressions sexuelles,. Elle tente de se suicider en prison, ainsi qu'après sa sortie.
En 2007, elle commence à faire de la prévention contre le sida à Kuala Lumpur, avant de se consacrer à la défense des droits des personnes transgenres. En 2014, elle crée la fondation SEED d'aide aux personnes transgenres et personnes marginalisées. Elle a aussi créé en 2010 l'association Justice for Sisters, qui milite contre une loi interdisant aux hommes de s'habiller en femmes. Un arrêt de la Haute Cour de justice établit en 2014 que cette loi était « discriminatoire et inconstitutionnelle » et même « inhumaine ».

Elle a déclaré : 

« Vous pouvez me couper les cheveux, vous pouvez me dénuder, vous pouvez me priver de ma dignité, et même me tuer. Mais vous ne pouvez pas m'enlever mon identité de personne transgenre. »

Elle mène des stages de formation sur l'orientation sexuelle et les crimes de haine auprès de groupes gouvernementaux, d'entreprises et dans la société civile. Elle a reçu des menaces de mort et subi des agressions dans la rue.
En 2016, elle reçoit le Prix international Femme de courage, qu'elle accepte « au nom de toutes les femmes transgenres ». John Kerry rendit hommage à son travail en lui remettant le prix. Nisha Ayub est la première personne transgenre à recevoir ce prix,.

## Distinctions
- Asia LGBT Milestone Awards (ALMA) 2015 : héroïne de l'année[9] ;
- Prix Alison Des Forges du militantisme décerné par la Human Rights Watch 2015[10] ;
- Prix international Femme de courage 2016[11].